# Оборона Харькова
Оборона Харькова - оборонительная операция Армии УНР проведенной в ходе Второй советско-украинской войны в Харьковском уезде на подступах к городу Харькову в январе 1919 года.

## История

Командир харьковского гарнизона Армии УНР Загродский А. А.

12 декабря 1918 года Директория УНР и немецкое командование заключили договор, согласно которому немцам предоставлялся свободный выход с Украины а немцы в свою очередь передавали Армии УНР интендантские склады и разрешали украинским частям занять крупные города.  Вскоре главнокомандующий войск Армии УНР на Левобережной Украине полковник Петр Болбочан издал приказ о вводе частей Запорожского корпуса под командованием Загродского в Харьков:
«Приказываю вам с полком Дорошенка, Харьковским Слободским полком и конной батареей войти в Харьков. Вы назначены начальником гарнизона, временно исп. обязанности комкора 7 назначен полковник Чернышко».
По состоянию на 20 декабря 1918 года командиром гарнизона был Загродский Александр, гарнизон состоял из:
- 1-я Запорожская дивизия
- 1-й Запорожский им. гетмана П. Дорошенко пехотный полк
- в процессе формирования 2-я Республиканская дивизия
- Харьковский Слободской кош
- часть 7-й Харьковский корпус

Первое боестолкновение между частями Армии УНР 4-м куренем Дорошенковского полка и 2-й Украинской советской дивизии РККА, произошло 20 декабря 1918 года когда на подступах к Белгороду в 5:00 были обстреляны советские части. Завязался бой большевики повели наступления на Белгородом им противостояли Дорошенковцы и немцы как писал Антонов-Овсеенко "...немцы и гайдамаки оказали незначительное и беспорядочное сопротивление" и в 14:00 20 декабря покинули Белгород. Отступивший 4-й курень выгрузился на станции Казачья Лопань, к ним на помощь прибыли  2-й, 3-й курень 1-го пешего Запорожского имени Гетмана Дорошенко полка всего на станции разместилось 4000 украинских бойцов. В самом городе Харькове остался 1-й курень 1-го пешего Запорожского имени Гетмана Дорошенко полка в связи с угрозой большевистского восстания в городе. В этот же день украинские власти разогнали многотысячный митинг в театре Миссури в Харькове, из за чего в городе началась забастовка рабочих. 22 декабря в Харькове должен был состояться губернский крестьянский съезд, который запретили местные власти. Харьковский совет рабочих депутатов ушел в подполье. 24 декабря части гарнизона разогнали митинг  в театре Миссури, среди рабочих было много раненых и убитых.
Дальнейшее наступление в харьковском направлении на станцию Казачья Лопань советскими частями не проводилось так как задача казалась опасной и невыполнимой, начальник оперативного штаба 2-й дивизии Зарубин в докладе сообщал:
"У противника под Казачьей Лопанью - двойной перевес сил, и это лучшие его части."
И только 30 декабря началось движение 2-й Украинской советской дивизии в направлении станции Казачья Лопань, рано утром по советским частям которые подошли к станции Дорошенковцы открыли артиллерийский огонь. Из-за глубокого снежного покрова основные боестолкновения происходили вдоль грунтовых дорог и железной дороги. Правое крыло обороны обеспечивала команда пеших разведчиков дорошенковского полка, а левое крыло в районе села Казачья Лопань оборонял отряд добровольцев ротмистра графа Толстого.  Дорошенковцы перешли в контрнаступления и преследовали противника на разных направлениях уйдя в тыл противника на 6-10 километров. В это время советские части обошли дорошенковцев с запада и начали обстреливать станцию Казачья Лопань, оказалось что отряд добровольцев Толстого между 12:00 и 14:00 покинули свои позиции в районе села Казачья Лопань тем самым оголили левое крыло обороны и дала возможность большевикам зайти в тыл к дорошенковцам. Несмотря на это бой продолжался до 19:00 во время боя  происходила эвакуация раненых дорошенковцев что дала возможность вывезти 90% раненых.
Ночью командир дорошенковцев Литвиненко дал приказ покинуть станцию Казачья Лопань и отойти на станцию Слатино, в боях за станцию украинцы потеряли 39 офицера и 258 казаков убитыми, ранено 57 офицеров и 600 казаков. Потери большевиков по сведениям местных жителей составили 1500 красноармейцев. После боя под Казачьей Лопанью бойцов Богдановского полка которые обороняли восточные подступу к Харькову на станции Бурлацкой были переброшены на станцию Мерефу.
31 декабря на станцию Слатино на подкрепление дорошенковцам прибыло два куреня Республиканского полка, и два куреня Наливайкинского полка 2-й Запарожской дивизии. В это время по сведениям большевистской разведки в Харькове началось разложение 1-й Запорожской дивизии, два полка которой дезертировали, а часть бойцов были готовы перейти на сторону большевиков. Настроение в городе паническое, но власть жителям сообщала что город оставлен не будет.
Активное продвижение большевиков в харьковском направлении возобновилось 2 января по другим сведениям 1 января 1919 года, как только началась перестрелка с противникам курени Республиканского и Наливайкинского полка не предупредив командира дорошенковского полка самовольно покинули позицию и выехали в Харьков. Значительного боя на станции Слатино не было так как возникла угроза окружения станции большевиками, полк с боями отсыпали к Харькову во время которого 30% бойцов дезертировало. Не задерживаясь в Харькове остатки дорошенковского полка выехал в Водяное . 1 января в Харькове началось восстание большевиков против них выступили бойцы украинского гарнизона бои длились до 2 января 1919 года как в городе так и на подступах к нему .  В ночь с 1 на 2 января Харьковский Слободской Кош покинул Харьков и выехал в Люботин. В докладе Симону Петлюре Болбочан писал:
« За Харьков Республиканская дивизия и 1-й Дорошенковский полк сражались весьма по рыцарски.»
3 января большевики заняли Харьков, о своих потерях во время боев на подступах к Харькову Казачья  Лопань - Слатино они писали что потеряли 300 красноармейцев убитыми и ранеными.